# Consejo Nacional de Unificación

El Consejo Nacional de la Unificación (민주평화통일자문회의, 民主平和統一諮問會議) es un órgano constitucional, establecido de acuerdo con el artículo 92 de la Constitución de la República de Corea y Ley sobre el Consejo Nacional de la unificación para asesorar al Presidente de la República de Corea sobre la formulación de la política pacífica de unificación creado en el año 1980.
El Presidente del Consejo es el Presidente de la República de Corea y los miembros del Consejo son nombrados directamente por el Presidente.

## Funciones
De acuerdo con la Constitución de la República de Corea y la Ley sobre el Consejo Nacional de unificación , le corresponden las siguientes funciones:
1. Asesora y presenta propuestas al Presidente de la República de Corea sobre el desarrollo y la implementación de políticas para una unificación intercoreana democrática y pacífica.
2. Recopilación de opinión pública en Corea y países extranjeros sobre la unificación
3. Reuniendo el consenso nacional sobre la unificación
4. Enfocando la intención y la capacidad del País para la unificación
5. Otros asuntos necesarios para asesorar y presentar recomendaciones sobre las políticas del Presidente para una unificación pacífica.[4]

## Composición
El Consejo es una institución nacional, imparcial, que abarca cada región, clase, afiliación política y generación de Corea. Los miembros del Consejo son nombrados directamente por el Presidente de la República de Corea para representar la aspiración y determinación nacional hacia la unificación en la Península Coreana. En general, los miembros provienen de representantes locales elegidos por residentes, representantes de partidos políticos, organizaciones y grupos sociales importantes.